# Rhapsody of Fire
Rhapsody или Rhapsody of Fire — итальянская метал-группа, исполняющая музыку в стиле симфонический пауэр-метал. Коллектив был основан под названием Thundercross, но с 1995 года назывался Rhapsody и под таким названием стал широко известен. В 2006 году из-за проблем с правами группа дополнила название словами «of Fire».
Альбомы Rhapsody и Rhapsody of Fire до 2011 года включительно являются концептуальной метал-оперой со сквозным сюжетом, который повествует об истории волшебной страны Алгалорд. Автор этого сюжета и большинства текстов группы — гитарист Лука Турилли, он же один из основателей группы вместе с клавишником Алексом Старополи. Третьим постоянным участником группы был вокалист Фабио Лионе.
В 2011 году группа раскололась на две: официальная Rhapsody of Fire (возглавляемая Старополи) и Luca Turilli’s Rhapsody (возглавляемая Турилли). Лионе первоначально остался со Старополи, но позже перешёл к Турилли. Их совместная группа, куда вошли также многие из музыкантов классического состава, выступала как Turilli/Lione Rhapsody или просто как Rhapsody. Старополи же набрал полностью новый состав в Rhapsody of Fire.

## Музыкальный стиль
Стиль Rhapsody — быстрый, мелодичный метал с чистым вокалом, симфоническими и клавишными вставками и длинными, сложными гитарными соло. Он сочетает в себе элементы таких жанров как пауэр-метал, симфоник-метал, прогрессивный метал и неоклассический метал. Rhapsody считаются основателями жанра симфоник-пауэр, наряду с Nightwish. За сходство с саундтреками голливудских фильмов, критики прозвали их «голливуд-метал», а сам Турилли предпочитает определение film score metal — «саундтрековый металл». Rhapsody также называют «эпик-метал», поскольку их тексты имеют структуру эпической истории со сквозным сюжетом.
Группа заметно подражает классическим композиторам — таким, как Паганини, Бах, Вивальди, с помощью гитары имитируя виртуозную игру на скрипке. Среди повлиявших композиторов также отмечают авторов музыки к кино: Джона Уильямса, Говарда Шора, Ханса Циммера и других, а также итальянской прогрессив-рок группы Goblin, писавшией саундтреки к ужасам Дарио Ардженто. Rhapsody нередко вставляют в свои песни музыкальные цитаты из классической и народной музыки, а также из кино-саундтреков.
В аранжировках музыканты используют как клавишные, так и флейты, скрипки, виолончели, записываются с симфоническими оркестрами. Основу гитарных партий и ритма составляет мелодичный пауэр-метал. От прогрессивного метала группа позаимствовала активное использование классических инструментов, большую длину композиций, концептуальность и, в поздних альбомах, сложные смены ритма в композициях. От неоклассикал-метала — подражание классической музыке и цитаты из неё.
Большинство песен Rhapsody написаны на английском языке, но традиционно группа делает одну-две песни в альбоме на родном итальянском. В ранний период вокалиста Фабио Лионе критиковали за сильный итальянский акцент при исполнении песен на английском. На синглах обычно выпускаются версии песен на обоих языках. Также в текстах часто бывают вставки на латыни и на вымышленных языках.

## История

### Первые годы

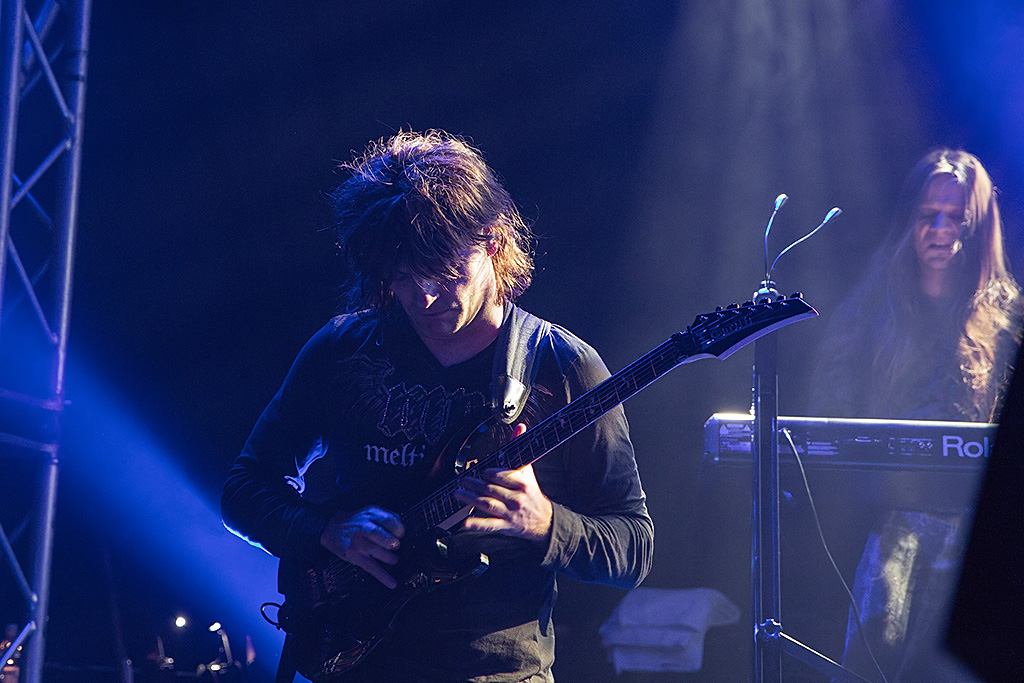
Лука Турилли

Гитарист Лука Турилли, происходящий из семьи классических музыкантов, познакомился с клавишником Алексом Старополи в 1990 году на курсах медитации. Написав вместе несколько песен, в 1993 году они основали группу Thundercross. Вокалистом коллектива стал Кристиано Адакер, ударником — их старый знакомый Даниэле Карбонера, а менеджером — известный продюсер Саша Паэт, сотрудничавший позднее с Kamelot и After Forever. В этом составе, уже под названием Rhapsody, группа записала демо-синглы «Land of Immortals» и «Eternal Glory», изданные на лейбле Limb Music.
Перед записью дебютного альбома Legendary Tales в 1997 году Rhapsody покинул вокалист. Новым фронтменом стал Фабио Лионе, ранее певший в группе Labyrinth. Фабио не был прежде знаком с Лукой Турилли и Алексом Старополи, поэтому отношения между ними начались со скандала: вокалист отказывался исполнять не понравившуюся ему песню «Land of Immortals». Однако вскоре отношения в группе наладились, и Лионе стал постоянным вокалистом Rhapsody, а позже и соавтором песен.
Дебютный альбом стал началом многосерийной фэнтези-саги «Хроники Алгалорда», написанной Турилли, который является основным автором текстов группы. Альбом был выдержан в стиле мелодичного пауэр-метала, с использованием некоторых элементов фолк-музыки и музыки барокко. На следующий год группа выпустила второй альбом Symphony of Enchanted Lands, сюжетно и стилистически продолжающий первый. В записи альбома принял участие хор донских казаков.

### Изменения состава
С 1999 года Турилли начал выпускать сольные альбомы, не прекращая усиленно работать с Rhapsody. В 1999 году группу покинул ударник Карбонера, которого сменил сессионный барабанщик Алекс Хольцварт (брат сессионного басиста Blind Guardian Оливера Хольцварта), официально включенный в состав группы только в 2003 году. На альбомах Dawn of Victory и Rain of a Thousand Flames группа продолжала сюжетную сагу о стране Алгалорд, Воине Льда и Изумрудном Мече. Звучание песен группы при этом заметно «потяжелело», особенно это заметно в альбоме Power of the DragonFlame. Турилли даже упоминал о желании записать альбом в стиле симфо-блэк-метал, но из-за разногласий со студией этот проект не был осуществлен.
До 2000 года Rhapsody почти не выступали вживую. Музыканты не были уверены в возможности полноценного переноса на сцену всех элементов их музыки из-за большого количества инструментов и сложных аранжировок. Но в 2000 году группа впервые отправилась в полноценный европейский тур со Stratovarius и Sonata Arctica. Вскоре после тура группу оставил басист Алессандро Лотта, закончивший музыкальную карьеру ради семьи. На альбоме Power of the Dragonflame партии баса исполнены самим Турилли, для живых же выступлений был приглашён француз Патрис Герс, а вторым гитаристом стал Доминик Леркин. С их участием прошёл первый южноамериканский тур Rhapsody.
Известность группы распространилась далеко за пределы Италии и даже Европы, и группа вскоре ушла с маленького лейбла Limb music. Последним их релизом с этой компанией стал сборник хитов Tales from the Emerald Sword Saga. Новый альбом 2004 года Symphony of Enchanted Lands II: The Dark Secret вышел на SPV Steamhammer. На нём Rhapsody пригласили известного голливудского актёра Кристофера Ли (Саруман, граф Дуку) в качестве сосценариста альбома и для чтения сопроводительного текста «от рассказчика». Кристофер Ли также спел дуэтом с Фабио балладу «The Magic of the Wizard’s Dream», снялся в двух клипах и участвовал в выступлениях группы.

### Новое название
Музыканты Rhapsody близко знакомы с музыкантами американской хэви-метал-группы Manowar, и их музыка оказывала влияние друг на друга. Группы неоднократно проводили совместные туры под общим названием «Demons, Dragons and Warriors», где их третьим партнером была группа HolyHell. Запись концерта в Канаде в рамках этого тура вышла на DVD Live in Canada 2005: The Dark Secret. В 2006 году Rhapsody подписали контракт с лейблом Magic Circle Music, принадлежащим Джоуи Де Майо, лидеру Manowar, американскому итальянцу по происхождению, который лично стал продюсером группы.
Вскоре после этого, в середине 2006 года группа вынуждена была удлинить официальное название до Rhapsody of Fire в связи с некими претензиями по поводу прав на торговую марку. Участники не сообщили, кто именно предъявил это требование. Многие обозреватели связывали это с переходом на Magic Circle Music и возможными контрактными обязательствами перед Steamhammer records или Limb music. Однако Турилли заявил, что группа не испытывает никаких проблем с лейблом. Другой распространенной версией является иск от компании Real Media, которой принадлежит сервис по поиску музыки под названием «Rhapsody». Изменение названия было спародировано итальянской комической группой Nanowar, которая стала добавлять к своему названию слова «Of Steel».
Под маркой Rhapsody of Fire группа выпустила альбом Triumph or Agony (2006), на котором продолжила сотрудничество с Кристофером Ли и новую сагу.

### Перерыв и воссоединение
Сотрудничество с Magic Circle Music оказалось омрачено финансовым скандалом. В 2008 году между лейблом и группой произошло судебное разбирательство.
Череда скандалов и неприятностей привела к тому, что с 2008 года группа практически прекратила концертную и студийную деятельность. О распаде Rhapsody не было объявлено, но фактически группа на протяжении почти двух лет не существовала. Участники в это время занимались сольными проектами. Лука Турилли по-прежнему выпускал сольные альбомы и гастролирует со своим составом. Фабио Лионе выступал с группой Vision Divine. Сандро Старополи записал сольный альбом. Алекс Хольцварт поработал со своим братом Оливером в рамках их проекта.
В ноябре 2009 года сайт Rhapsody of Fire.com объявил, что группа все же воссоединится и издаст восьмой номерной альбом на крупном лейбле Nuclear Blast. 30 апреля 2010 года вышел альбом The Frozen Tears of Angels, который продолжил Сагу о Тёмной Тайне. Годом позже вышел финальный альбом этого цикла From Chaos to Eternity. Он стал последним альбомом, записанным группой в классическом составе.

### Раскол на две группы

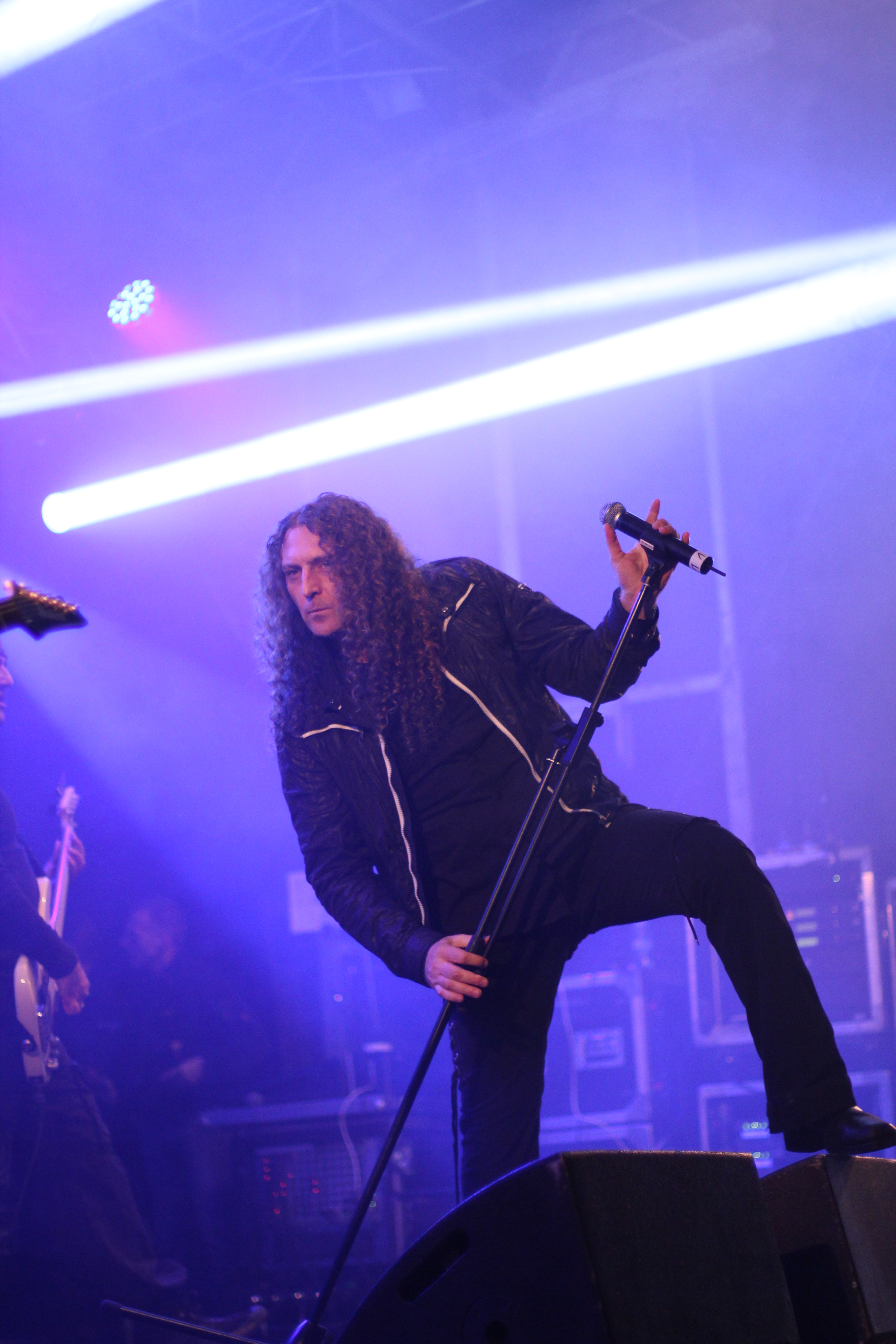
Лионе на концерте в Германии, 2014

16 августа 2011 года основатели группы Лука Турилли и Алекс Старополи объявили о «дружественном разводе». Алекс Старополи, Том Хесс, Алекс Хольцварт, Фабио Лионе и присоединившиеся к ним басист Оливер Хольцварт (брат Алекса, экс-Blind Guardian) и гитарист Роберто Де Микели продолжили деятельность под именем Rhapsody of Fire. Лука Турилли, Доминик Леркин и Патрис Герс образовали группу Luca Turilli’s Rhapsody. Коллектив во главе с Лукой Турилли начал активную творческую деятельность с июня 2012 года, о чём сказано в трейлере этого музыкального проекта — фактически, продолжения сольного проекта Турилли, существовавшего все эти годы.
В отсутствие Турилли группа записала два альбома — Dark Wings of Steel (2013) и Into the Legend (2016). Тексты песен после ухода Турилли писал Фабио Лионе. Группа Луки также выпустила два альбома: Ascending to Infinity (2012) и Prometheus, Symphonia Ignis Divinus (2015). Альбомы были выдержаны в целом в одном жанре, но между группами наметились небольшие стилистические различия. Турилли избрал уклон в симфонический метал, записываясь с хором и большим количеством приглашённых музыкантов, в то время как Старополи, наоборот, уменьшил «симфоничность» звучания.

### Полная смена состава
В 2015 году из Rhapsody of Fire ушёл Оливер Хольцварт. 26 сентября 2016 года Rhapsody of Fire покинул Фабио Лионе, игравший в группе с 1997 года, а через две недели об уходе из группы заявил и Алекс Хольцварт. Той же осенью Лионе совместно с музыкантами коллектива Hollow Haze создал проект Eternal Idol. 13 октября вышел их первый видеоклип, а в декабре 2016 года — альбом. Фабио также продолжает выступать в качестве вокалиста группы Angra, с которой сотрудничает с 2012 года.
После массового ухода музыкантов Старополи вынужден был почти полностью обновить состав официальной Rhapsody of Fire. Новым вокалистом стал Джакомо Воли, басистом — Алессандро Сала, ударником — Ману Лоттер. В таком составе группа записала следующий альбом The Eighth Mountain (2019).
В 2017 году большинство музыкантов классического состава (Турилли, Лионе, Хольцварт, Герс, Леркин) провели совместный прощальный тур, выступая под названием Rhapsody и исполняя песни с ранних альбомов. Старополи отказался от участия в этом туре. В 2019 году этот же состав объединился под названием Turilli/Lione Rhapsody для записи альбома Zero Gravity (Rebirth and Evolution), который вышел 5 июля.

## Хроники Алгалорда
«Хроники Алгалорда» — эпическая история в жанре фэнтези, составляющая концепцию альбомов Rhapsody. Тексты почти всех песен посвящены этой концепции, хотя основная часть сюжета известна из сопроводительного текста в буклетах к альбомам. Часть истории написана актёром Кристофером Ли.
История, по словам музыкантов, вдохновлена фольклором разных стран (в том числе русским) и посвящена бескомпромиссной борьбе добра и зла. По словам Луки Турилли, «зло скрывается повсюду. Но ему не победить, покуда есть достаточно добрых людей, чтобы противостоять ему».

карта «Зачарованных Земель» из буклета к альбому

### Сага об Изумрудном Мече
История рассказывается от имени эльгардского летописца, волшебника Арезиуса.
В первой части истории земли Алгалорда подвергаются нашествию сил демонов под предводительством Акрона, сеющих смерть и разрушение. Чтобы одолеть врага, северный герой, названный в пророчестве именем Воин Льда, отправляется на поиски древнего оружия — Изумрудного Меча. В Эльгарде он встречается с волшебником Арезиусом, который знает пророчество. С Арезиусом они отправляются в город Анцелот, зрелище прекрасных земель вдохновляет их. С помощью ключей Икарена Воин Льда открывает эбонитовые врата и входит в запретные земли. Там к нему присоединяется дракон Тарос. С боями они достигают роковой башни и завладевают Мечом, но Тарос получает смертельные раны на обратном пути.
Воин Льда присоединяется к защитникам Анцелота и с помощью чудесного оружия освобождает город от осады демонов под командованием могучего Даргора. Но принцесса Айрин, невеста анцелотского короля Арвальда, была захвачена в плен вместе со многими другими, и владыка демонов Акрон требует в обмен на их жизни Изумрудный Меч. Воин Льда и Арвальд принесли ему требуемое, однако коварный демон на их глазах замучил Айрин, а затем Арвальда. Даже Даргор содрогнулся от жестокости своего повелителя. Воину Льда удалось бежать, оставив Меч в руках врага.
С помощью Меча демоны совершают кровавый ритуал воскрешения Королевы Проклятых, а на королевства обрушивается огненный дождь. В битве лицом к лицу сходятся Воин Льда и Даргор, Князь Теней. Герой пытается переубедить Даргора, но тот, будучи уверен, что Воин Льда виновен в гибели его семьи, тяжело ранит его. Акрон вошёл в Алгалорд, вырезая женщин и детей. В эти минуты Гея, Мать-Земля, прояснила разум Даргора, и он убил Королеву Проклятых, а умирающий Воин Льда утащил в болото Акрона. Ожившие статуи-горгульи пришли на помощь защитникам Алгалорда и повергли армию демонов в бегство. Совершив подвиг, искупающий его грехи, Даргор скрылся от людей.

### Сага о Тёмной тайне
Начиная с альбома Symphony of Enchanted Lands II: The Dark Secret история получила продолжение, написанное Кристофером Ли, и теперь рассказывается от имени рыцаря Ираса Альгора из Хор-лад. Спустя многие годы после войны, мир царил на землях Алгалорда. Однако, согласно пророчеству ангела Эриана, седьмая чёрная книга рыцаря тьмы Некрона должна будет вернуть демонов в этот мир. Чтобы найти и уничтожить последнюю чёрную книгу, короли и герои создают Орден Белого Дракона, в который включают и Даргора Князя Теней. Они отправляются в древние подземелья Дар-Кунор, сквозь горы и болота. Во сне демон Ванкар, отец Даргора, укоряет его за предательство. В Дар-Куноре, разгадав загадку имени Некрона, они находят Чёрную Книгу на алтаре тёмной секты. Едва взяв её, герои вынуждены бежать, спасая свои жизни от оживших мертвецов.

## Состав группы

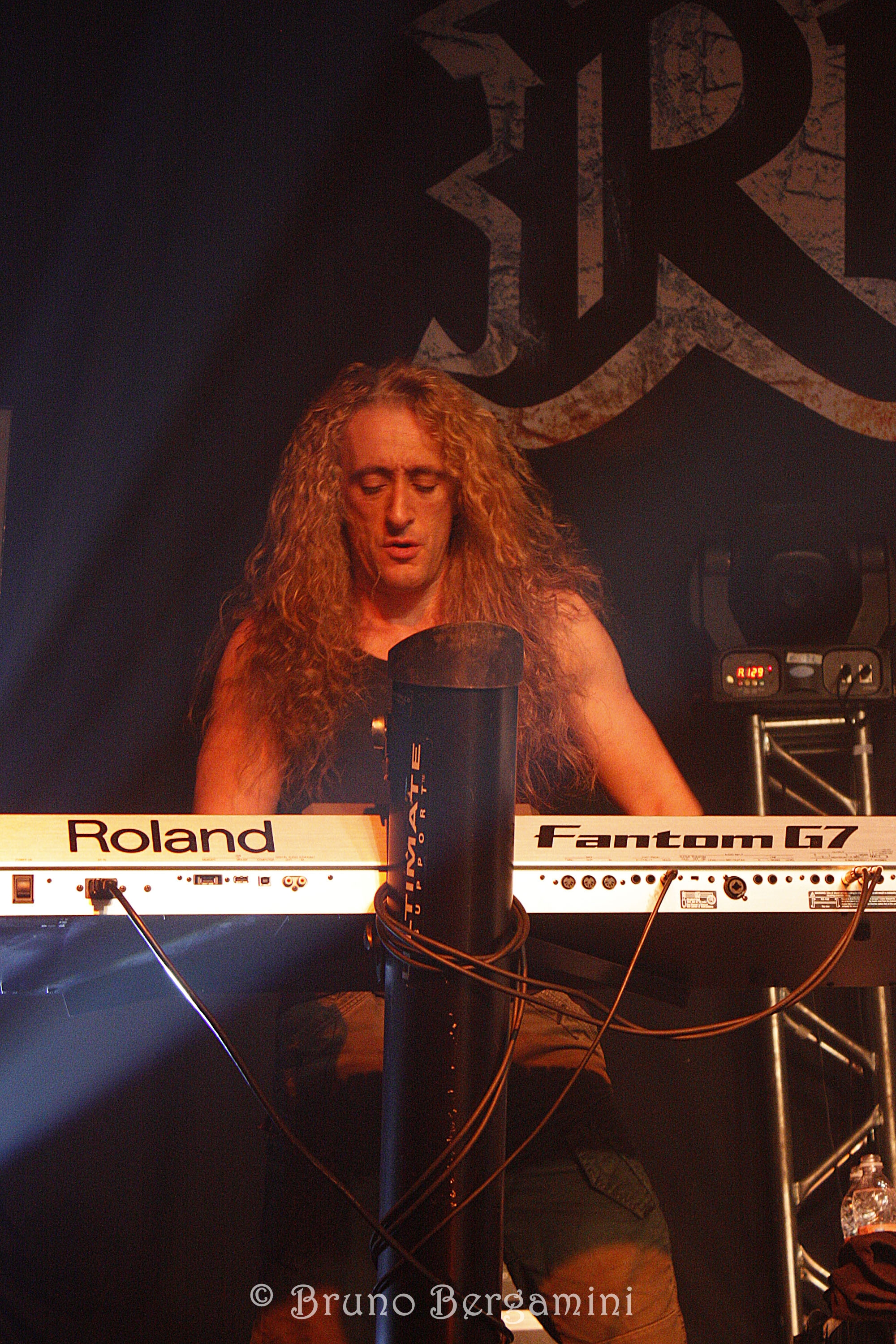
Клавишник Алекс Старополи, обладатель прав на название Rhapsody of Fire

### Текущий состав Rhapsody of Fire
- Алессандро Старополи — клавишные (с 1993)
- Роберто Де Микели — гитара (с 2011)
- Алессандро Сала — бас-гитара (с 2015)
- Джакомо Воли — вокал (с 2016)
- Ману Лоттер — ударные (с 2016)

### Бывшие участники
- Участники классического состава (с 2017 фактически воссоединились как отдельная группа)
  - Лука Турилли — гитара (1993–2011)
  - Фабио Лионе — вокал (1997—2016)
  - Патрис Герс — бас-гитара (2002–2011)
  - Доминик Леркин — ритм-гитара (2000–2011, также участник Luca Turilli’s Dreamquest)
  - Алекс Хольцварт — ударные (2000—2016)
- Прочие:
  - Даниэле Карбонера — ударные (1993—2000)
  - Алессандро Лотта — бас-гитара (1997—2001)
  - Кристиано Адакер — вокал (1993—1997)
  - Андреа Фюрлан — бас-гитара (1993—1997)
  - Том Хесс — гитара (2011—2013)
  - Оливер Хольцварт — бас-гитара (2011—2014)

### Приглашённые музыканты
В записи своих альбомов Rhapsody часто используют оркестры, церковные хоры и отдельные симфонические инструменты. Некоторые из музыкантов сотрудничают с группой почти постоянно.
- Мануэль Старополи (брат Алекса) — флейта
- Кристофер Ли — голос
- Чинция Риццо, Роберт Хунеке-Риццо, Оливер Хартман, Томас Реттке — хор
- Дана Лурье — скрипка
- Саша Паэт (менеджер группы) — мандолина

## Сольные проекты участников
Лука Турилли записал три сольных альбома, выдержанных в стиле, похожем на музыку группы Rhapsody, но с большим использованием клавишных и гитарных соло. Они также являются концептуальными и сюжетными. Кроме того, Лука играет в проекте Luca Turilli’s Dreamquest. Саша Паэт, менеджер группы, является басистом и менеджером обоих сольных проектов Турилли.
Фабио Лионе выступал в качестве основного вокалиста в таких проектах, как Labyrinth, Vision Divine и Athena.
Помимо этого он принял участие в записи дебютного альбома аргентинского симфо-металлиста Бето Васкеса Beto Vazquez Infinity, наряду с вокалистами из Nightwish, Blackmore's Night и Edenbridge.

## Дискография Rhapsody

### Номерные альбомы
| Название                                                         | Год выпуска |
| ---------------------------------------------------------------- | ----------- |
| Как Rhapsody:                                                    |             |
| Legendary Tales                                                  | 1997        |
| Symphony of Enchanted Lands                                      | 1998        |
| Dawn of Victory                                                  | 2000        |
| Rain of a Thousand Flames                                        | 2001        |
| Power of the Dragonflame                                         | 2002        |
| Symphony of Enchanted Lands II: The Dark Secret                  | 2004        |
| Как Rhapsody of Fire:                                            |             |
| Triumph or Agony                                                 | 2006        |
| The Frozen Tears of Angels                                       | 2010        |
| The Cold Embrace of Fear: A Dark Romantic Symphony (мини-альбом) | 2010        |
| From Chaos to Eternity                                           | 2011        |
| Dark Wings of Steel                                              | 2013        |
| Into the Legend                                                  | 2016        |
| The Eighth Mountain                                              | 2019        |
| Glory for Salvation                                              | 2021        |
| Challenge the Wind                                               | 2024        |

### Демо, синглы, мини-альбомы
- Land Of Immortals (как Thundercross) (1994)
- Eternal Glory (1995)
- Emerald Sword (1998)
- Holy Thunderforce (2000)
- The Dark Secret (2004)
- The Magic Of The Wizard’s Dream (2005)
- Kreel's Magic Staff (2023)

### Сборники, концертные альбомы
- Tales from the Emerald Sword Saga (2004)
- Live in Canada 2005: The Dark Secret (2006)
- Visions from the Enchanted Lands (DVD, 2007)
- Live — From Chaos To Eternity (2013)
- Legendary Years (2017)[13]

### Видеоклипы
- Emerald Sword (live, 1998)
- Wisdom of the Kings (1998)
- Holy ThunderForce (2000)
- Rain of a Thousand Flames (2001)
- Power of the DragonFlame (2002)
- Unholy Warcry (с участием Кристофера Ли, 2004)
Клип существует в двух вариантах: 10-минутная Epic Version, включающая в себя полностью вступительный трек «The Dark Secret», и короткая пятиминутная TV Version.
- Magic of the Wizard’s Dream (с участием Кристофера Ли, 2004)
- Sea Of Fate (2010)
- Ancient Forest of Elves (1999)
 Клип относится к проекту Luca Turilli.
- Dark Wings of Steel (2014)

## Дискография сайд-проектов

### Лука Турилли
- Kings Of The Nordic Twilight (1999)
- Prophet Of The Last Eclipse (2002)
- The Infinite Wonders Of Creation (2006)
- Lost Horizons (2006) (проект Luca Turilli’s Dreamquest)

### Дискография Luca Turilli’s Rhapsody
- Ascending to Infinity (2012)
- Prometheus, Symphonia Ignis Divinus[англ.] (2015)

### Фабио Лионе
Фабио не выпускал официальных сольных альбомов, но принимал участие в альбомах многих других групп:
- Labyrinth — Piece of Time (1995)
- Labyrinth — No Limits (1996)
- Athena — A New Religion (1998)
- Vision Divine — Vision Divine (1999)
- Vision Divine — Send me an Angel (2002)
- Vision Divine — 9 Degrees West Of The Moon (2009)
- Ayreon — Universal Migrator Part 2: Flight of the Migrator (Композиция Through the Wormhole) (1999)
- Beto Vázquez Infinity — Beto Vázquez Infinity (Композиция The Battle of The Past) (2001)
- Tribute to Helloween — The Keppers of Jericho (2000)
- J.Storm Eurobeat Songs
- Saintsinne — A New Places (Композиция Wings) (2009)
- Sebastien — Tears Of White Roses (Композиции Dorian и Fields Of Chlum (1866 A.D.)) (2010)
- Spellblast — Battlecry (Композиции History Of A Siege — Heroes и History Of A Siege — Slaughter) (2010)
- 4th Dimension — The White Path To Rebirth (Композиция A New Dimension) (2011)
- Infinity Overture — The Infinite Overture Pt. 1 (Композиция The Hunger) (2011)
- No Gravity — Worlds In Collision (Композиция Voices From The Past) (2011)
- Infinita Symphonia — A Mind’s Chronicle (Композиция Here There’s No Why) (2011)
- TeadosiA — Upwards (Композиция Lost Words Of Forgiveness) — (20 марта 2012) Снимался в клипе Lost Words Of Forgiveness, релиз, которого, состоялся 2 февраля 2012 года.

### Alex Holzwarth
- Рок-опера Avantasia — ударные.